# ماگالی سولی‌یر
ماگالی سولی‌یر (اسپانیایی: Magaly Solier‎؛ زادهٔ ۱۱ ژوئن ۱۹۸۶) بازیگر و خواننده اهل پرو است.

از فیلم‌ها یا برنامه‌های تلویزیونی که وی در آن نقش داشته‌است، می‌توان به بلک‌تورن و شیر اندوه اشاره کرد.

## زندگی شخصی
ماگالی سولی‌یر در استان اوئانتا کشور پرو در منطقه آیاکوچو متولد شده است‌. ماگالی سولی‌یر در ۹ ژوئن ۲۰۱۲، با یک دوچرخه سوار ازدواج کرد. سوالی‌یر در ۹ فوریه ۲۰۱۳ اولین بچه خود را به دنیا اورد .